# فطيس بقنة
فطيّس بقنة مخرج سعودي، عرف بإخراجه لأوبريت مهرجان الجنادرية لسنوات طويلة، إضافة لتوليه إخراج العديد من المسرحيات والأوبريتات في مهرجانات فنية وثقافية في مختلف مناطق المملكة العربية السعودية. ومن أبرز أوبريتات الجنادرية التي أخرجها: (تدلّل يا وطن)، و(عرايس المملكة)، و(مولد أمة)، و(كفاح أجيال). تم إنتاج فيلم سينمائي قصير عن شخصية فطيس بقنة من إخراج يوسف عطية.

## أعماله
أخرج فطيّس بقنة كثير من الأوبريتات والأعمال المسرحية من بينها:
- أوبريت (مولد أمة) في افتتاح مهرجان الجنادرية 6 عام 1410هـ.[6]
- أوبريت (عرايس المملكة) في افتتاح مهرجان الجنادرية 11 عام 1416هـ.[7]
- أوبريت (كفاح أجيال) في افتتاح مهرجان الجنادرية 12 عام 1417هـ.[8]
- وبريت (عرين الأسود) في افتتاح مهرجان الجنادرية 19 عام 2003م.[9]
- أوبريت (مشرق الشمس) في حفل انطلاق مهرجان (صيف الشرقية 28) عام 2007م.[10]
- أوبريت (أرض المحبة والسلام) في افتتاح مهرجان الجنادرية 22 عام 2007م.[11]
- أخرج العرض الدرامي الشعري (العكاظيون الجدد) من تأليف الدكتور صالح المحمود وسيناريو مسرحي مسفر الموسى في افتتاح سوق عكاظ في دورته السادسة عام 2012م.[12]
- أوبريت (البوابة الكبرى) في احتفالية الطائف عاصمة للمصايف العربية عام 2014م، والأوبريت من كلمات الشاعر سعد الخريجي.[13]
- مسرحية «سراة الشعر والكهولة» عن الشاعر الجاهلي لبيد بن ربيعة، وعرضت في مهرجان سوق عكاظ في نسخته التاسعة (1436هـ 2015م)،[14] وهي من تأليف صالح زمانان وبطولة الفنان منذر الرياحنة، وشارك فيها كل من: تركي اليوسف، وإبراهيم الحساوي، ونايف خلف.[15]
- نظم وأخرج فعاليات (طربيات أبها) ضمن فعاليات مهرجان (أبها يجمعنا) الذي واكب احتفالات المدينة بلقب عاصمة السياحة العربية عام 2017م.[16]
- أوبريت (تدلل يا وطن) في افتتاح مهرجان الجنادرية 33 عام 2018م.[17]
- مسرحية (درايش النور) التي تعد أولى مبادرات المسرح الوطني عام 2020م،[18] وهي من تأليف صالح زمانان وأداء عدد من الفنانين السعوديين من بينهم: إبراهيم الحساوي، وعبد العزيز المبدل، ونايف خلف، وشافي الحارثي، خالد صقر، وشجاع نشاط.[19]